# Gerd Blum
Gerd Blum (* 1965 in Singen am Hohentwiel) ist ein deutscher Kunsthistoriker und Schriftsteller. Er ist Professor für Kunstgeschichte an der Kunstakademie Münster und Honorarprofessor am Institut für Kunstgeschichte der Universität Wien.

## Leben
Blum studierte Kunstgeschichte, Philosophie und Klassische Archäologie in München, Bochum, Berlin, Pisa und Basel. Er promovierte über den Maler Hans von Marées, der als ein Vorläufer der ungegenständlichen Kunst gilt. 1997 war er wissenschaftlicher Mitarbeiter an der Bergischen Universität-Gesamthochschule Wuppertal, von 1998 bis 2001 wissenschaftlicher Mitarbeiter in der AG Kunstwissenschaft an der Universität Konstanz.
2001 wurde Blum Professor für Kunstgeschichte an der Kunstakademie Münster, im Sommersemester 2017 zudem Honorarprofessor am Institut für Kunstgeschichte der Universität Wien. 2004/05 übernahm er einen Lehrauftrag an der Universität Witten/Herdecke. 2007/2008 lehrte er als Gastprofessor an der Universität Heidelberg. Von Oktober 2010 bis September 2011 war er Fellow am Institute for Advanced Study der Universität Konstanz (Exzellenzcluster „Kulturelle Grundlagen von Integration“).
2011 habilitierte sich Blum an der Universität Basel mit der Schrift Idealer Ort und inszenierter Ausblick. Architektur und Landschaft in der italienischen Renaissance. Im Sommersemester 2014 war er Gastprofessor am Kunsthistorischen Institut der Universität Wien, im Herbst 2015 Gastwissenschaftler am College of Architecture and Urban Planning der Tongji University in Shanghai.
Blum forscht und publiziert zu Architektur, Kunst und Kunsttheorie der italienischen Renaissance. Ein weiterer Schwerpunkt sind Kunst und Fotografie des 19. und 20. Jahrhunderts und der Gegenwart. 2011 erschien eine Biographie des italienischen Autors, Malers und Architekten Giorgio Vasari (1511–1574). 2015 publizierte er die überarbeitete Fassung seiner Habilitationsschrift, der ersten monographischen Studie über Ausblicke und Aussichtsfenster in der Geschichte der Architektur. 2019 erschien sein erster Roman Die Kunst der Flucht. Merkel.

## Auszeichnungen
- 2010: Preis der Aby-Warburg-Stiftung
- 2017: Honorarprofessur am Institut für Kunstgeschichte der Universität Wien
- 2023: Mitglied der Nordrhein-Westfälischen Akademie der Wissenschaften und der Künste

## Schriften (Auswahl)
- Hans von Marées. Autobiographische Malerei zwischen Mythos und Moderne. Dissertation 1999. Deutscher Kunstverlag, München 2005. ISBN 3-422-06524-5
- als Hrsg.: Heidrun Sandbichler. Gewölbe 2002–2009. Skarabäus, Innsbruck, Wien 2009. ISBN 978-3-7082-3281-2
- Giorgio Vasari. Der Erfinder der Renaissance. Eine Biographie. Beck, München 2011. ISBN 978-3-406-61455-2
- mit Johan Frederik Hartle: Harald F. Müller: First Cuts. Lars Müller Publishing, Zürich 2013. ISBN 978-3-03778-408-2
- Fenestra prospectiva. Architektonisch inszenierte Ausblicke: Alberti, Palladio, Agucchi. Habilitationsschrift 2010. De Gruyter, Berlin 2015. (Studien aus dem Warburg-Haus. 15.) ISBN 978-3-11-034754-8
- Die Kunst der Flucht. Merkel. Roman, Berlin, Wolff Verlag, 2019, ISBN 978-3-941461-38-3, E-Book: ISBN 978-3-941461-39-0.
  - Bibliophile Sonderausgabe: Münster, Verlag Josef Kleinheinrich, 2019, ISBN 978-3-945237-43-4.